# 哈米德·拉希姆

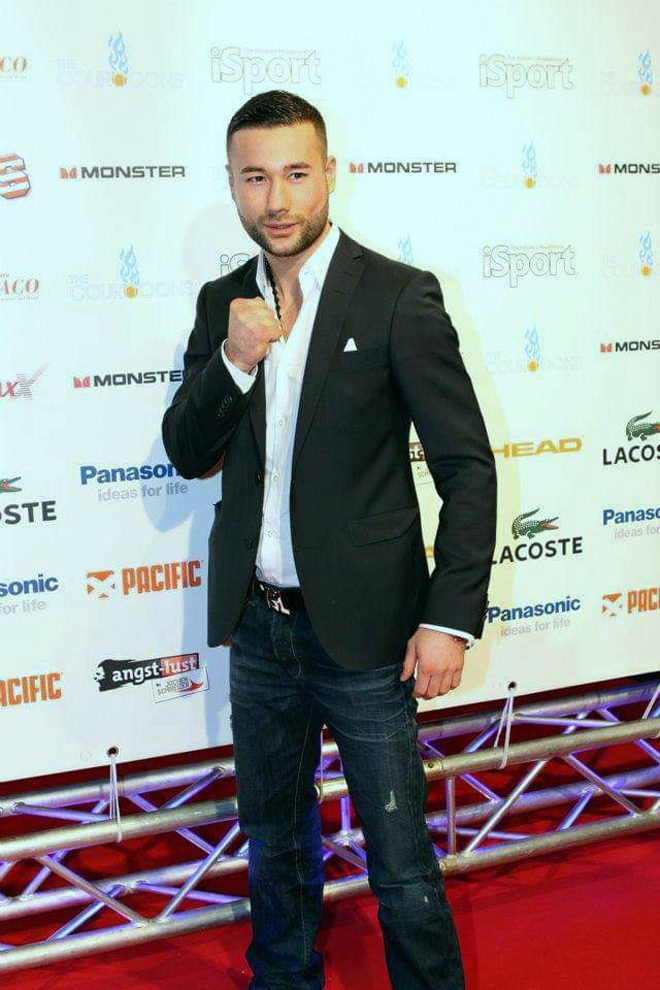
哈米德·拉希姆

哈米德·拉希姆（波斯語：‎；1983年9月12日—），是阿富汗哈扎拉族拳擊手，出生于阿富汗，現居於德國。在2012年，他在漢堡世界拳擊聯盟冠軍賽打敗白俄羅斯對手。
他有雙重國籍，2011年3月4日離開德國回到喀布爾，在那裡他深受他的同胞，包括阿富汗國家奧林匹克委員會歡迎。

## 在阿富汗第一次專業拳擊比賽
在2012年10月30日在阿富汗喀布爾舉行了第一次專業拳擊比賽。本場比賽是對來自坦桑尼亞的洲際中量級冠軍薩伊迪·米布拉瓦，到第7輪時米布拉瓦因肩傷退出。本場比賽是在阿富汗國家電視台廣播，觀眾數以百萬計。在新聞發布會後，拉希米說他將這份殊榮獻給阿富汗人民。